# Derobrochus frigescens
Derobrochus frigescens là một loài Trichoptera hóa thạch trong họ Polycentropodidae.